# Chorista australis
Chorista australis är en näbbsländeart som beskrevs av Johann Christoph Friedrich Klug 1838. Chorista australis ingår i släktet Chorista och familjen Choristidae. Inga underarter finns listade i Catalogue of Life.